# دولة جبل الدروز
دولة جبل العرب هي دولة أعلنها الانتداب الفرنسي على سوريا ولبنان في جنوب سورية ضمن خطته لتقسيم البلد في الفترة من عام 1921 وحتى عام 1936، وكان يحكمها الموحدون الدروز تحت الرقابة الفرنسية. ضمت وقتها جبل العرب والقرى المحيطة به، وطالب الفرنسيون بشمول أجزاء من إمارة شرق الأردن في الدولة الوليدة، بين جبل العرب والأزرق إلى سنة 1930 حين رسمت الحدود بإشراف بريطانيا. وقبل ذلك، رغب الفرنسيون في إعادة إخضاع الثوار الدروز الذين انتقلوا إلى الأزرق (وهي ضمن وادي السرحان) حيث تسكن عائلات من بني معروف في القصر الأموي في الأزرق وحوله. بمعنى آخر، اعتبر الفرنسيون أي مكان في شرق الأردن مأهول بالسكان من بني معروف جزءاً من سوريا التي يسيطرون عليها فطالبوا بشمل منطقة الأزرق بدولة جبل العرب، وتورد ماري ولسون ذكراً لوجود بطاقات هوية صادرة عن دولة جبل الدروز تشمل الأزرق كمكان إقامة لبعض الأفراد.

## التسمية

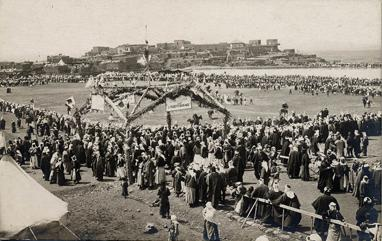
الدروز يحتفلون باستقلالهم عام 1925.

في 4 مارس من عام 1922 أعلنت دولة السويداء، على اسم عاصمتها السويداء، ولكن في 1927 أعيدت تسميتها باسم جبل الدروز أو دولة جبل العرب.

## تاريخ
تشكلت الدولة العربية الدرزية في 1 مايو/أيار من عام 1921، في الأراضي العثمانية السابقة، في حين أنشئت دويلات صغيرة في أجزاء أخرى من الانتداب السوري (مثل الدولة العلوية في منطقة اللاذقية). كان جبل الدروز موطنا لحوالي 50,000 نسمة معظمهم من الموحدين الدروز إلى جانب أقلية مسيحية كبيرة. كان هذا هو الكيان الأول الذي يتمتع بالحكم الذاتي والذي يسكنه ويحكمه الدروز. بدأت الثورة السورية عام 1925 في جبل العرب بقيادة سلطان الأطرش، وانتشرت بسرعة إلى دمشق وغيرها من المناطق غير الدرزية خارج منطقة جبل الدروز. كانت الاحتجاجات ضد تقسيم الأراضي السورية إلى مناطق صغيرة موضوعًا رئيسيًا للقومية السورية المناهضة للاستعمار، والتي ظفرت في النهاية بإعادة توحيد كامل الأراضي التي قسمتها فرنسا، باستثناء لبنان (الذي أصبح بلدًا مستقلًا) ولواء إسكندرون، الذي ضُم إلى تركيا باسم ولاية حطاي.
نتيجة للضغط القومي السوري بموجب المعاهدة الفرنسية السورية لعام 1936، توقف جبل الدروز عن الوجود كيانًا مستقلًا ودمج في سوريا.

## الديموغرافيا
| الديانة     | تعداد  | نسبة  |
| ----------- | ------ | ----- |
| موحدون دروز | 43,000 | 84.8% |
| مسيحيون     | 7,000  | 13.8% |
| مسلمون سنَّة  | 700    | 1.4%  |
| مجمل السكان | 50,700 | 100%  |

## خطة يغآل ألون لإقامة دولة جبل الدروز مجددًا
بعد حرب الأيام الستة فكرت إسرائيل في مساعدة الدروز الذين مكثوا في الأراضي السورية على التمرد على حكم حافظ الأسد وإقامة دولة درزية عازلة بين إسرائيل وسوريا. كانت هذه خطة غير رسمية أسفرت عنها المراسلات بين وزير العمل يغال ألون ورئيس الوزراء ليفي إشكول بعد شهرين من الحرب، إذ كان مأرب ألون استغلال القرب الجغرافي للجولان المحتل حديثًا من جبل الدروز لمساندة الدروز في إقامة دولة مستقلة تفصل بين سوريا وإسرائيل وتعترف فعليًا بالوجود الإسرائيلي في الجولان. كُشفت هذه المراسلات لأول مرة في كتاب بعنوان "سدر النحاس: السياسة الإسرائيلية تجاه الطائفة الدرزية 1967-1948" للكاتب شمعون أفيفي.
لقد تبلورت فكرة ألون في ظل التوتر الذي ساد علاقة الدروز بالجيش السوري عقب إعدام الضابط السوري الدرزي سليم حاطوم المتهم بمحاولة قلب نظام الحكم، والذي أعقبه إقصاء العديد من الضباط الدروز من وظائفهم العسكرية واستبدالهم بضباط علويّين. ابتغى ألون انتهاز الفرصة لإذكاء شرارة التمرد لدى الدروز.
في مراسلاته كتب ألون: "من حيث تفرُّد الطائفة الدرزية، وكذلك من حيث أعدادهم والظروف الجغرافية لمنطقة سكنهم، من المحتمل، في رأيي، أن يتمردوا على دمشق من أجل إقامة دولة ذات سيادة لهم". في هذا السياق، اقترح (ألون) أن تزودهم إسرائيل بالإرشاد السياسي والمساعدة العسكرية، وافترض أن مثل هذه الدولة، إذا أُقيمت، ستعترف بالسيطرة الإسرائيلية الدائمة على مرتفعات الجولان. كما كتب: "وجودنا في مرتفعات الجولان على بعد ليس بكبير من جبل الدروز يمنحنا فرصة لمساعدتهم على تحقيق طموحاتهم". ردّ إشكول على رسالة ألون بعد ثلاثة أيام بالإيجاب، مشيرًا إلى أن المسألة قيد الدراسة وأنها تُطرح في هذه الأثناء أمام بعض وجهاء القرى الدرزية التي بقيت في الجولان.
يستعرض الكتاب فكرة ألون كخطوة احترازية ليست غير مسبوقة، إذ سعت إسرائيل منذ النكبة عام 1948 إلى إيجاد حلفاء في الدول العربية يساعدونها في إحداث تمردات وزعزعة الحكم فيها، وذلك على ضوء تخوفها من إمكانية عدم قدرتها على هزم الجيوش العربية. يقول ألون إن تمردًا كهذا سيكون بمثابة "طعن ظهر الوحدة العربية التي تحاربنا بسكين سام"، بيد أن زعماء الدروز وشيوخهم المؤمنين بواجبهم الوطني عزموا على إقناع الدروز بالبقاء في منازلهم وعدم مغادرتها، متنبّهين إلى خطورة الزيارات التي بادر إليها القادة الإسرائيليون، كزيارة ألون وموشيه ديان لمجدل شمس، حيث حملا رسالة "مشروع سياسي جديد لإقامة سلام دائم" متمثل بمشروع "الدولة الدرزية".

## التسميات
في 4 آذار/مارس 1922، أعلنت باسم "ولاية السويداء"، على اسم العاصمة السويداء، ولكن في عام 1927 تغير اسمها إلى "جبل الدروز" أو "دولة جبل الدروز".